# Herbert Müller

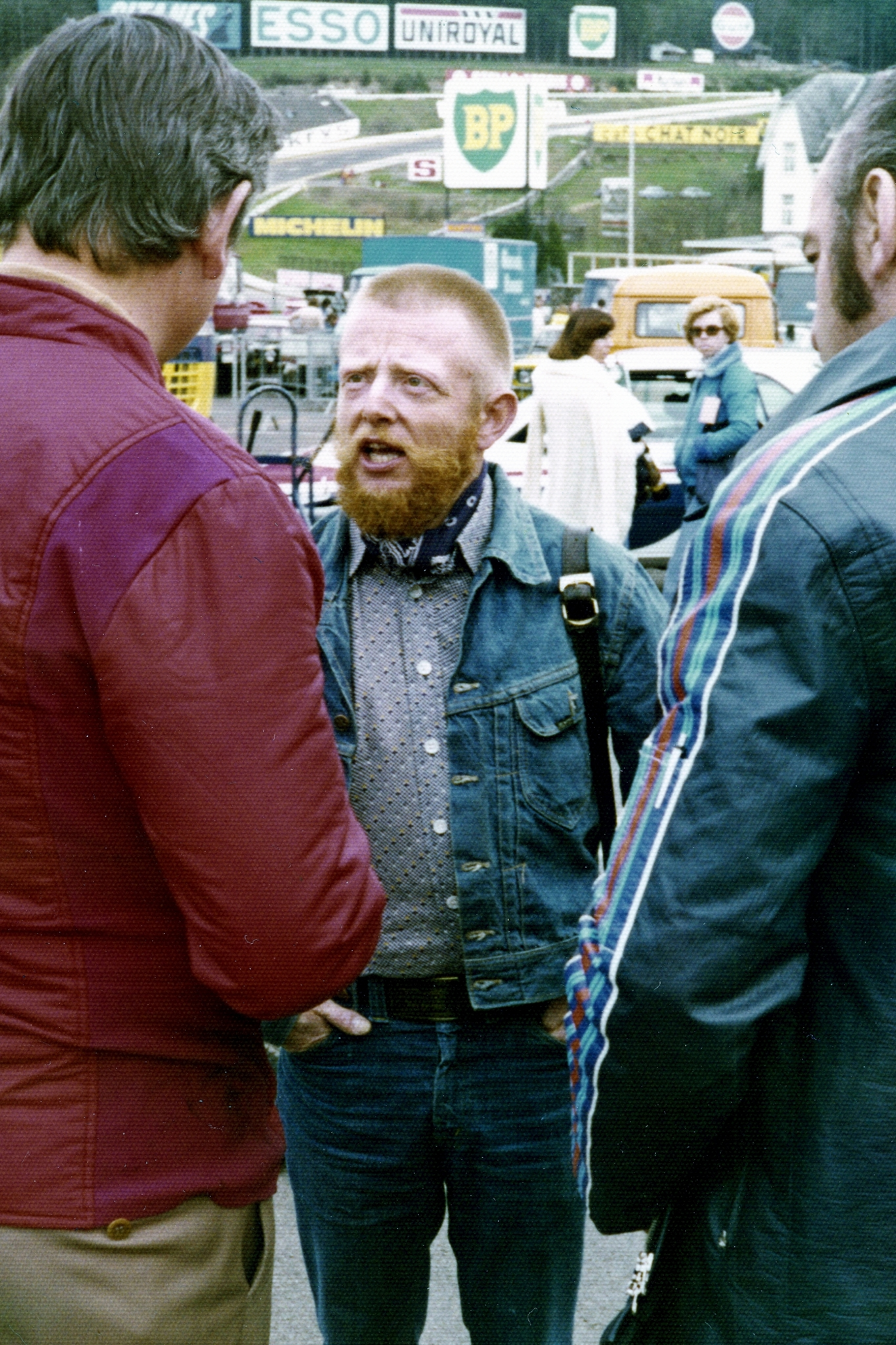
1975: Müller in Spa-Francorchamps

Herbert Müller (Reinach, 11 mei 1940 - Nürburg, 24 mei 1981) was een Zwitsers autocoureur. Hij won de Targa Florio tweemaal, in 1966 en 1973 voor Porsche. In 1971 schreef hij zich ook in voor een Formule 1-race, de Grand Prix van Italië van dat jaar voor het team Lotus, maar zijn auto was niet klaar voor de race en hij startte niet. In 1981 kwam hij om het leven tijdens de 1000 kilometer van de Nürburgring.